# Blefaritis
Blefaritis is een ontsteking van de oogleden, met name de ooglidrand waar de wimpers zijn ingeplant. Dit kan acuut of chronisch zijn. Chronische blefaritis is een vrij veel voorkomende aandoening. De symptomen zijn jeuk, irritatie en soms een rood oog. Mensen met een vette huid, roos of droge ogen hebben eerder last van blefaritis dan anderen. Het dragen van kunstwimpers wordt ook in verband gebracht met de aandoening. De aandoening kan vroeg in de jeugd beginnen en gedurende het hele leven als een chronische aandoening aanwezig zijn. Blefaritis kan ook later ontstaan.
Klachten ten gevolge van blefaritis zijn divers. De ene patiënt voelt jeuk en irritatie, de andere krijgt rode oogleden met een gevoel van branderigheid en steken, weer anderen ontwikkelen een allergie voor de schilfertjes of de bacteriën. Soms leidt dit tot ontstekingen van andere weefsels van het oog, in het bijzonder het hoornvlies. Vooral bij ouderen kan deze ontsteking gepaard gaan met droge ogen.
Blefaritis wordt vrijwel altijd veroorzaakt door Staphylococcus aureus. Bij ieder mens zitten bacteriën op de huid. Soms dringen zij in de huid op de plaats van de aanhechting van de oogharen. De irritatie die hierdoor ontstaat, gaat soms gepaard met een overactiviteit van de nabijgelegen talgklieren. Hierdoor vormen zich schilfertjes langs ooglidrand en oogharen.
Behandeling van blefaritis kan in chronische gevallen uiterst moeizaam zijn.